# Цезарій Камінський
Цезарій Камінський (пол. Cezary Kamiński, також пол. Kamieński; 1765 — 20 березня 1827, Лещ (передмістя Пінська) — церковний діяч, священник-василіянин, викладач астрономії Віленського університету (1797–1814), протоігумен Литовської провінції Василіянського Чину, архимандрит Лещинського монастиря.

## Життєпис
Народився в сім'ї Новогрудського ротмістра Францішка Камінського і його дружини Францішки з роду Якубовських (Дмитро Блажейовський подає, що мати Цезарія Камінського називалася Катерина). Вічні обіти склав у Березвецькому монастирі 1781 року. Навчався в Грецькій колегії святого Атанасія в Римі (прибув на студії 12 січня 1789, а виїхав з колегії 29 червня 1791), де 2 травня 1790 року отримав священиче рукоположення.

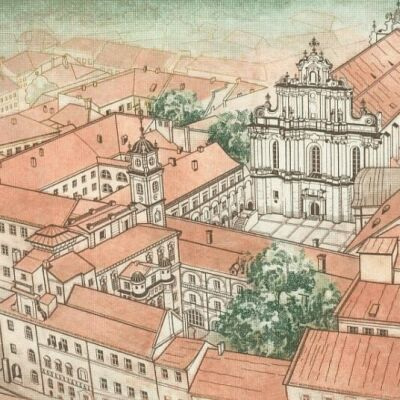
Двір астрономічної обсерваторії Віленського університету. Фрагмент банкноти 100 літів

У 1797 році отримав номінацію на ад'юнкта астрономії Віленського університету, був також помічником астронома в університетській обсерваторії. У 1808 році став викладачем теоретичної астрономії як заступник хворого професора Ігнатія Решки. Після остаточного відходу від професорської діяльності Решки, став керівником кафедри; тоді опрацював власну навчальну програму, оперту на працях Яна Снядецького. Коли наполеонівські війська ввійшли до Вільна, Камінський став членом Комісії освіти і релігії, що діяла під керівництвом Снядецького, і разом із О. Ленартовичем і Адріяном Головнею представляв у ній інтереси Унійної Церкви в Литві і Білорусі. Тоді був уперше обраний на посаду протоігумена василіян; вдруге став протоігуменом у 1814 році, коли відійшов від праці в університеті. Як настоятель провінції виступав проти намірів царського уряду скасувати Унійну Церкву. Дбав про розвиток шкільництва, яке провадили василіяни. За його стараннями 3 грудня 1826 року школу при Жировицькому монастирі перетворено на гімназію, за що Камінський отримав «подяку від міністерства освіти».
Помер як архимандрит Лещинського монастиря (на передмісті Пінська) 20 березня 1827 року.
«Зразковий священник, скромний, в науці ґрунтовний, пильний, старанний про поступ слухачів і про славу університету; завершуючи своє служіння з причини слабкого здоров'я, засмутив своїх учнів і приятелів».